# تیت نیلو
تیت نیلو (استونیایی: Tiit Niilo؛ زادهٔ ۱ ژانویهٔ ۱۹۶۲) سیاستمدار و نماینده سابق مجلس اهل استونی است.